# Véronique Gens
Véronique Gens (Orleans, 19 d'abril de 1966) és una soprano francesa.
Va estudiar al Conservatori de París, debutant el 1986 sota la batuta de William Christie en el grup Les Arts Florissants. Treballa sovint amb Marc Minkowski, René Jacobs, Christophe Rousset, Philippe Herreweghe i Jean-Claude Malgoire. És destacada intèrpret de Mozart i Berlioz.

## Biografia
En la producció d'Atys, tragedie-lyrique de Lully, interpreta el paper de la deessa Cybèle. Després va participar habitualment en produccions de Les Arts florissants o del conjunt dirigit per Gérard Lesne, Il Seminario Musicale.
Intèrpret reconeguda de la música barroca, a poc a poc va donant una orientació més àmplia a la seva carrera. A la dècada de 1990, Jean-Claude Malgoire li va oferir els seus primers papers de Mozart: Chérubin i la comtessa, a Les noces de Fígaro, Donna Elvira a Don Giovanni. Aquest darrer paper li va valer un gran èxit al Festival d'Ais de Provença l'any 1998, sota la direcció de Claudio Abbado, en una posada en escena de Peter Brook i va marcar l'inici de la seva carrera internacional. Encara en el camp de l'òpera de Mozart, també canta els papers de Vitellia (La clemència de Titus), Pamina (La flauta màgica) o Fiordiligi (Così fan tutte) a la majoria d'escenaris internacionals.
Entre els seus papers durant els últims vint anys aquests inclouen Mélisande (a Pelléas et Mélisande de Claude Debussy), a Múnic el 2001, Alcina de Händel a Hamburg, Tatiana a (Ievgueni Oneguin), de Txaikovski Missia Palmieri (Die lustige Witwe, en català La vídua alegre, de Franz Lehar) a l'Opéra de Lyon (2006), Donna Elvira a Don Giovanni a Stopera Amsterdam (2016), Iphigénie en Tauride de Gluck a l'Òpera de París, Giulietta (Les Contes d'Hoffmann de Jacques Offenbach) a l'Òpera de París el gener de 2020, etc.
Des del 2014, treballa al costat del Palazzetto Bru Zane per redescobrir la música romàntica francesa oblidada. Amb aquesta institució, va gravar Herculanum de Félicien David, Cinq-Mars i Faust (primera versió) de Gounod, La Jacquerie de Lalo i Coquard, Proserpina de Saint-Saëns, Dante de Godard, La reine de Chypre de Halévy, Maître Péronilla d'Offenbach ... en la qual interpreta papers protagonistes que li permeten ampliar i ampliar encara més la seva vocalitat. També va gravar per al segell Alpha, en col·laboració amb el Palazzetto Bru Zane, un recital premiat que, sota el títol Visions, ofereix una galeria d'àries rares de Bruneau, Février, Niedermeyer, Franck, Saint-Saëns, Halévy, David, etc.

## Recompensa
- Artista Líric de l'Any 1999 a les Victoires de la musique classique

## Honors
- 2006 : Chevalier de l'ordre des Arts et des Lettres Chevalier de l'ordre des Arts et des Lettres[1]
- 2011 : Chevalier de la Légion d'honneur Chevalier de la Légion d'honneur[1]
- 2021 : Commandeur de l'ordre des Arts et des Lettres Commandeur de l'ordre des Arts et des Lettres[2]

## Discografia (selecció)
- Marc-Antoine Charpentier: Le Massacre des Innocents H.411, Super flumina Babylonis H.170, Psaumes de David H .215, H.216, H.220, H.221, Gratiarum actions ex sacres… H.326, La Symphonie du Marais, Ensemble Vocal Contrepoint, dir. Olivier Schneebeli. CD Adda 1990
- Marc-Antoine Charpentier : Office des Ténèbres, H.95, H.92, H.112, H.93, H.119, H.95, H.134, Miserere H.157, Noémi Rime, Le Parlement de musique, Martin Gester (orgue, clavecin et direction). CD Opus 111 (1991)
- Jean-Sébastien Bach: Messe en si, Collegium Vocale Gent, dir. Philippe Herreweghe
- Rameau, Hippolyte et Aricie, avec Jean-Paul Fouchécourt, Véronique Gens, Bernarda Fink, Russell Smythe, Thérèse Feighan, Annick Massis, Laurent Naouri, Florence Katz, Luc Coadou, M. Hall, Monique Simon, Jean-Louis Georgel, K. Okada, S. Van Dyck, Jean-Louis Meunier, Jacques-François Loiseleur des Longchamps, Jérôme Varnier, l'Ensemble vocal Sagittarius et Les Musiciens du Louvre sous la dir. de Marc Minkowski: Deutsch Grammophon Archiv 4458532, ℗ 1994)
- Hector Berlioz: L'Enfance du Christ, avec Véronique Gens, Paul Agnew, Olivier Lallouette, Frédéric Caton, Collegium Vocale/La Chapelle Royale, orchestre des Champs-Élysées, dir. Philippe Herreweghe, Harmonia mundi 1997
- Hector Berlioz : Les Nuits d'été - La Mort de Cléopâtre, dir. Louis Langrée
- Baldassare Galuppi: Motets, Il Seminario musicale, Gérard Lesne
- Mozart: Così fan tutte, Concerto Köln, dir. René Jacobs
- Mozart : Les Noces de Figaro, Concerto Köln, dir. René Jacobs
- Tragédiennes (récital, airs extraits d'œuvres de J.-B. Lully, J.-Ph. Rameau, Ch. W. Gluck…) : Les Talens Lyriques, dir. Christophe Rousset. Virgin Classics
- Nuit d'étoiles : mélodies de Gabriel Fauré, Claude Debussy, Francis Poulenc. Avec Roger Vignoles (piano)
- Tragédiennes 2 (récital, airs extraits d'œuvres de Gluck à Berlioz) : Les Talens Lyriques, dir. Christophe Rousset. Virgin Classics
- Haendel: Agrippine, dir. J.-C. Malgoire, La Grande Écurie et la Chambre du Roy, enregistrement réalisé au théâtre municipal de Tourcoing, Plantilla:Date-
- Purcell: Didon et Enée, dir. William Christie. Avec Nathan Berg. Erato, 1995
- Maurice Ravel, les cantates du prix de Rome, avec Véronique Gens, Yann Beuron, Ludovic Tézier, Mireille Delunsch, Béatrice Uria-Monzon, Paul Groves, Norah Amsellem ; orchestre national du Capitole de Toulouse, dir. Michel Plasson ; EMI, 2000.
- Tragédiennes 3, airs d'opéras de Gluck à Verdi. Avec Les Talens Lyriques & Christophe Rousset. Virgin Classics, 2011
- Félicien David: Herculanum, dir. Hervé Niquet. Avec le Brussels Philharmonic, le chœur de la Radio flamande. Bru Zane, 2015
- Charles Gounod: Cinq-Mars, dir. Ulf Schirmer. Avec l'Orchestre de la Radio de Munich, le Chœur de la Radio bavaroise. Bru Zane, 2016
- Edouard Lalo & Arthur Coquard: La Jacquerie, dir. Avec l'Orchestre philharmonique de Radio-France, le Chœur de Radio-France. Bru Zane, 2016
- Camille Saint-Saëns: Proserpine, dir. Ulf Schirmer. Avec l'Orchestre de la Radio de Munich, le Chœur de la Radio flamande. Bru Zane, 2017
- Benjamin Godard: Dante, dir. Ulf Schirmer. Avec l'Orchestre de la Radio de Munich, le Chœur de la Radio bavaroise. Bru Zane, 2017
- Fromental Halévy: La Reine de Chypre, dir. Hervé Niquet. Avec l'Orchestre de chambre de Paris, le Chœur de la Radio flamande. Bru Zane, 2018
- Charles Gounod: Faust (version inédite de 1859), dir. Christophe Rousset. Avec Les Talens Lyriques, le Chœur de la Radio flamande. Bru Zane, 2019
- Jacques Offenbach: Maître Péronilla, dir Markus Poschner. Avec l'Orchestre national de France, le Chœur de Radio-France. Bru Zane, 2020
- Nuits, mélodies francaises de Chausson, Lekeu, La Tombelle, Widor, Fauré, Ropartz, Berlioz, Hahn, Saint-Saëns, Massenet, Messager, etc. arrangées avec quatuor à cordes et piano par Alexandre Dratwicki. Coproduction Alpha Classic & Palazzetto Bru Zane, 2020